# Igási emlékoszlop

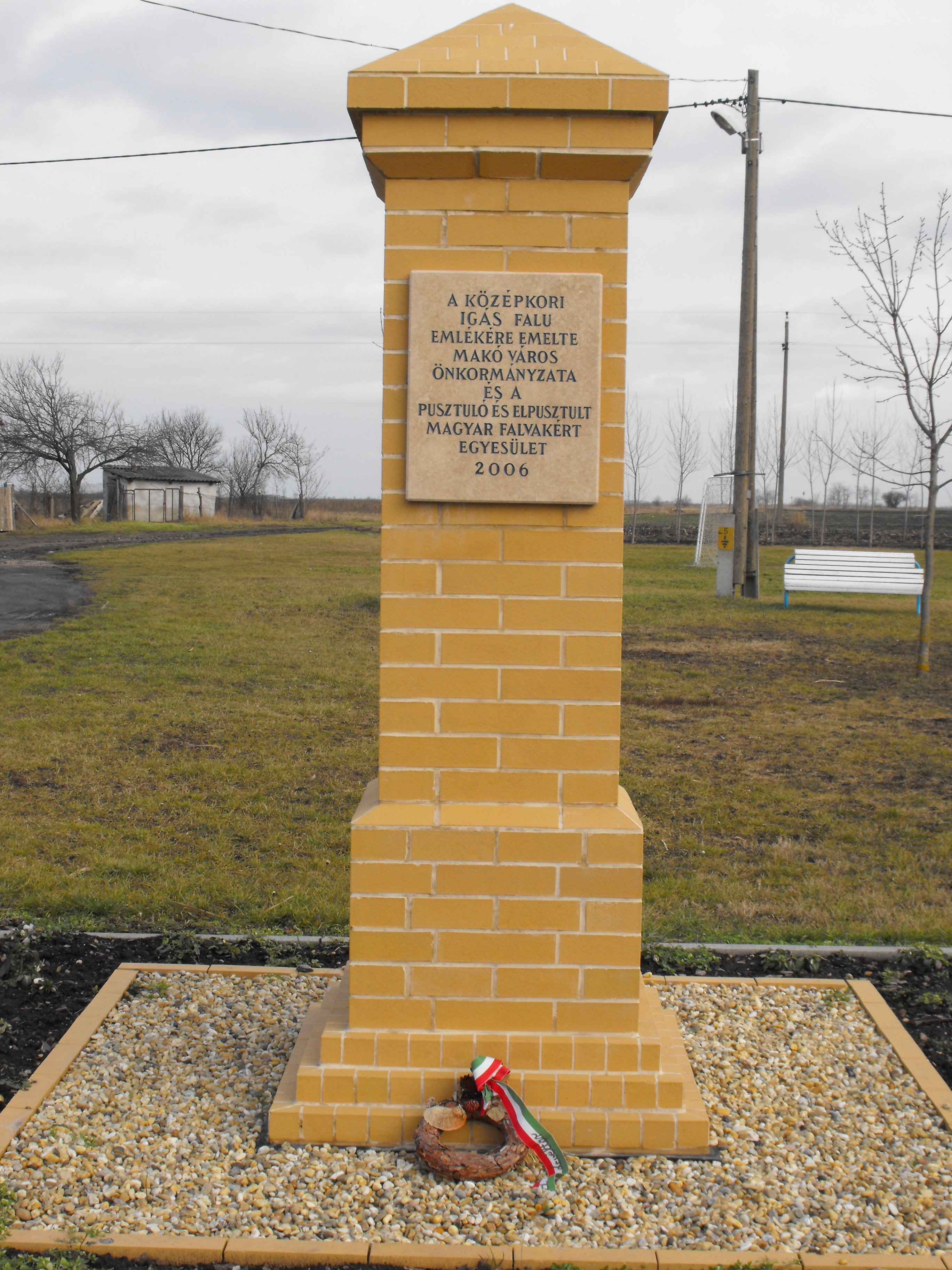
Az igási emlékoszlop

Az igási emlékoszlop Igás, Makó külterületének határában áll.
Az emlékművet Makó város önkormányzata és az Elpusztult és Pusztuló Magyar Falvakért Egyesület állíttatta 2006-ban a középkori falu helyén. Fölavatásán beszédet mondott Buzás Péter, a város polgármestere és a térség országgyűlési képviselője, valamint Blazovich László, az egyesület elnöke. Az emlékoszlopot Karsai Ildikó grafikus tervezte.